# Oliveira (futebolista)
Oliveira foi jogador do Bagé na década de 20 e marcou dois gols na final do Campeonato Gaúcho de 1925, em que o Bagé sagrou-se Campeão Gaúcho ao bater o Grêmio, no Estádio da Baixada, em Porto Alegre. A final foi realizada no dia 22 de novembro de 1925 e Oliveira, além do gol do título, estava marcando o gol número 100 na história do jalde-negro.

## Título
Bagé
- Campeonato Gaúcho: 1925